# آکادمی ملی هنرهای نمایشی سیلویو دامیکو
آکادمی ملی هنرهای نمایشی سیلویو دامیکو (ایتالیایی: Accademia Nazionale di Arte Drammatica Silvio D'Amico) یک مرکز آموزشی تئاتر و هنرنهای نمایشی ملی در شهر رم ایتالیا است. این آکادمی که در سال ۱۹۳۶ توسط سیلویو دامیکو نظریه‌پرداز، منتقد و نویسنده تئاتر تأسیس شد، تنها مرکز آموزشی دولتی برای آموزش بازیگران و کارگردانان است. این آکادمی مدارک تحصیلی معادل لیسانس هنر و همچنین مدرک کارشناسی ارشد را اعطا می‌کند. ارزش آن از این است که تنها مدرسه ای در ایتالیا است که توسط «دفتر نخست‌وزیری - گروه هنرهای نمایشی» و «وزارت دانش، پژوهش‌های علمی و فناوری» به رسمیت شناخته شده‌است.
از دانش‌آموختگان مشهور این مرکز آموزشی می‌توان به هنرمندان زیر اشاره کرد:
- ویتوریو گاسمن
- میکله پلاچیدو
- لینا ورتمولر
- مارگریتا بوی
- مونیکا ویتی
- آنا مانیانی
- لوئیجی لو کاشو
- نینو مانفردی
- مانوئلا آرکوری
- کارملو بنه
- آلبرتو بونوچی
- انیو فانتاستیکینی
- دومیتسیانا جوردانو
- گابریله فرزتی
- جولیو بوزتی
- السیو بونی
- رناتو د کارمینه
- شیلا گابل
- جان ماریا ولونته